# Jiginahalli, Sandur
Jiginahalli là một làng thuộc tehsil Sandur, huyện Bellary, bang Karnataka, Ấn Độ.